# Straßenbahn München Baureihe F
| Straßenbahn München Baureihe F (Triebwagen)                        | Straßenbahn München Baureihe F (Triebwagen) | Straßenbahn München Baureihe F (Triebwagen) |
| ------------------------------------------------------------------ | ------------------------------------------- | ------------------------------------------- |
| Triebwagen der Baureihe F im Verkehrszentrum des Deutschen Museums |                                             |                                             |
|                                                                    | F 1.8                                       | F 2.10                                      |
| Nummerierung:                                                      | 626                                         | 627–666                                     |
| Anzahl:                                                            | 1 Wagen                                     | 40 Wagen                                    |
| Hersteller:                                                        | Hawa                                        | Hawa                                        |
| Baujahr(e):                                                        | 1929                                        | 1930                                        |
| Ausmusterung:                                                      | 1958                                        | 1971–1972                                   |
| Spurweite:                                                         | 1435 mm (Normalspur)                        | 1435 mm (Normalspur)                        |
| Länge über Kupplung:                                               | 10.600 mm                                   | 10.600 mm                                   |
| Stundenleistung:                                                   | 88 kW (ab 1945: 104 kW)                     | 80 kW                                       |
| Fahrmotoren:                                                       | 2                                           | 2                                           |
| Stromübertragung:                                                  | Oberleitung                                 | Oberleitung                                 |
| Sitzplätze:                                                        | 26 (ab 1939: 24)                            | 26 (ab 1939: 24; ab 1955: 28)               |
| Stehplätze:                                                        | 27 (ab 1939: 48)                            | 27 (ab 1939: 48; ab 1955: 46)               |

| Straßenbahn München Baureihe f (Beiwagen) | Straßenbahn München Baureihe f (Beiwagen) | Straßenbahn München Baureihe f (Beiwagen) |
| ----------------------------------------- | ----------------------------------------- | ----------------------------------------- |
|                                           | f 1.54                                    | f 2.54                                    |
| Anzahl:                                   | 40 Wagen                                  | 60 Wagen                                  |
| Hersteller:                               | Hawa                                      | Waggonfabrik Josef Rathgeber              |
| Baujahr(e):                               | 1929                                      | 1930                                      |
| Ausmusterung:                             | 1971–1972                                 | 1971–1972                                 |
| Spurweite:                                | 1435 mm                                   | 1435 mm                                   |
| Länge über Kupplung:                      | 9.160 mm                                  | 9.160 mm                                  |
| Sitzplätze:                               | 20 (ab 1941: 12; ab 1950: 16)             | 20 (ab 1941: 12; ab 1950: 16)             |
| Stehplätze:                               | 31 (ab 1941: 74; ab 1950: 66)             | 31 (ab 1941: 74; ab 1950: 66)             |

Als Baureihe F wird die siebte Generation der Straßenbahn-Triebwagen der Straßenbahn München bezeichnet. Nachdem Ende der 1920er Jahre neue Straßenbahnfahrzeuge aufgrund des stetigen Ausbaus des Liniennetzes nötig wurden, beschloss die Städtische Straßenbahn München den Bau eines neuen Prototyps der Baureihe F 1.8. Da sich der Prototyp bewährte, entschied sich die Münchner Straßenbahn für eine Serienfertigung von weiteren 40 Fahrzeugen, die als Baureihe F 2.10 bezeichnet wurden. Der Hersteller Hawa lieferte in den Jahren 1929 bis 1930 alle Fahrzeuge aus. Die letzten F-Wagen wurden 1972 ausgemustert. Zuvor baute die Städtische Straßenbahn München die F-Wagen teilweise zu K- und L-Wagen um. Heute ist noch ein Fahrzeug der Baureihe F erhalten, welches im Verkehrszentrum des Deutschen Museums ausgestellt ist.
Die Beiwagen zu den Triebwagen der Baureihe f lieferte Hawa 1929 aus; die 40 Fahrzeuge bezeichnete man als Baureihe f 1.54. Ein Jahr später lieferte die Waggonfabrik Rathgeber weitere 60 f-Beiwagen, die Wagen bezeichnete man als Baureihe f 2.54. Die letzten Beiwagen musterte die Städtische Straßenbahn München 1972 aus, im selben Jahr wie die Triebwagen. Zwei Beiwagen sind heute noch als Museumsfahrzeuge erhalten.

## Geschichte
Nachdem die Städtische Straßenbahn München das Münchner Straßenbahnnetz auch in den 1920er Jahren weiter ausbaute, waren neue Fahrzeuge nötig. Deshalb beauftragte die Städtische Straßenbahn München die Münchner Firma Autokasten einen ersten Probewagen zu bauen, der noch im selben Jahr ausgeliefert wurde. Dieser Wagen erhielt die Baureihenbezeichnung F 1.8. Mit dem Prototyp sollten Neuerungen im Innenraum getestet werden. Nach der Auslieferung und einer kurzen Testphase des Prototyps vergab die Städtische Straßenbahn München einen Serienauftrag an die Hannoversche Waggonfabrik (Hawa). Die Auslieferung der 40 Serienwagen von Hawa aus Hannover, die als Baureihe F 2.10 bezeichnet wurden, erfolgte im Jahr 1930. Alle Fahrzeuge der Baureihe F sehen den E-Triebwagen ähnlich, äußerlich sind sie hauptsächlich durch die Anzahl der Seitenfenster, die bei den F-Wagen fünf und bei den E-Wagen sechs beträgt, zu unterscheiden. Als Fahrgestelle kamen wie bei den Vorgängerbaureihen trotz den teilweise schlechten Erfahrungen aufgrund von Überbelastung des Oberbaus Maximum-Drehgestelle zum Einsatz. Im Zweiten Weltkrieg baute die Münchner Straßenbahn-Gesellschaft die ursprünglich für beide Fahrtrichtungen ausgestatteten Fahrzeuge der Baureihe F in Einrichtungsfahrzeuge um. Der Arbeiten waren nötig, um für zerstörte Fahrzeuge neue Teile für den Führerstand zu erhalten. Außerdem wurden Teile auch für den Wiederaufbau von zerstörten Fahrzeugen der Baureihe F verwendet. Insgesamt wurden 18 Fahrzeuge im Krieg zerstört, einige Wagen ließ die Städtische Straßenbahn München jedoch noch im Zweiten Weltkrieg wiederaufbauen. Hierzu wurden Teile der zerstörten Wagen verwendet. Die wiederaufgebauten Wagen bezeichnete man allerdings nicht mehr als Baureihe F, sondern als Baureihe K. Der einzige Triebwagen der Baureihe F 1.8 wurde ebenfalls in ein Fahrzeug der Baureihe K umgebaut. Am Ende des Krieges waren noch 23 Wagen der Baureihe F vorhanden.
In den 1950er Jahren wurden die F-Wagen wie die E-Wagen grundlegend modernisiert, dabei wurde der Innenraum umgestaltet und es wurden neue Bremsen eingebaut. In den Jahren 1947 und 1948 baute die Städtische Straßenbahn München zu Versuchszwecken drei F-Wagen zu dreiachsigen Fahrzeugen mit Lenkachsen um. Die umgebauten Fahrzeuge bezeichnete man als Baureihe L. Wenige Jahre nach dem Umbau wurden die Lenkachsen allerdings wieder ausgebaut und die Fahrzeuge wurden wieder als Baureihe F geführt. Die Fahrzeuge der Baureihe F setzte die Städtische Straßenbahn München noch bis 1972 im Liniendienst ein, wobei einige Wagen nach mehreren Unfällen schon Ende der 1960er Jahre ausgemustert wurden. Die meisten Fahrzeuge wurden nach dem Ende ihrer Einsatzzeit verschrottet. Der Triebwagen 642 blieb als Museumsfahrzeug erhalten, dieser ist im Verkehrszentrum des Deutschen Museums ausgestellt.
1929 vergab die Städtische Straßenbahn München auch einen Auftrag für 100 Beiwagen einer neuen Serie. Den Auftrag teilten sich die Hannoversche Waggonfabrik, die 40 Wagen baute, und die Waggonfabrik Rathgeber, die 60 Wagen baute. Die 40 Wagen der Hawa wurden 1929 ausgeliefert und als Baureihe f 1.54 bezeichnet. Die ein Jahr später gelieferten Beiwagen von Rathgeber bezeichnete die Städtische Straßenbahn München als Baureihe f 2.54. 38 Beiwagen der Baureihe f wurden im Zweiten Weltkrieg bei Bombenangriffen zerstört. Die übrigen Wagen verwendete die Städtische Straßenbahn München noch bis 1972 im Linieneinsatz. Die meisten Beiwagen sind heute verschrottet, zwei Beiwagen blieben als Museumsfahrzeuge erhalten.

## Technik

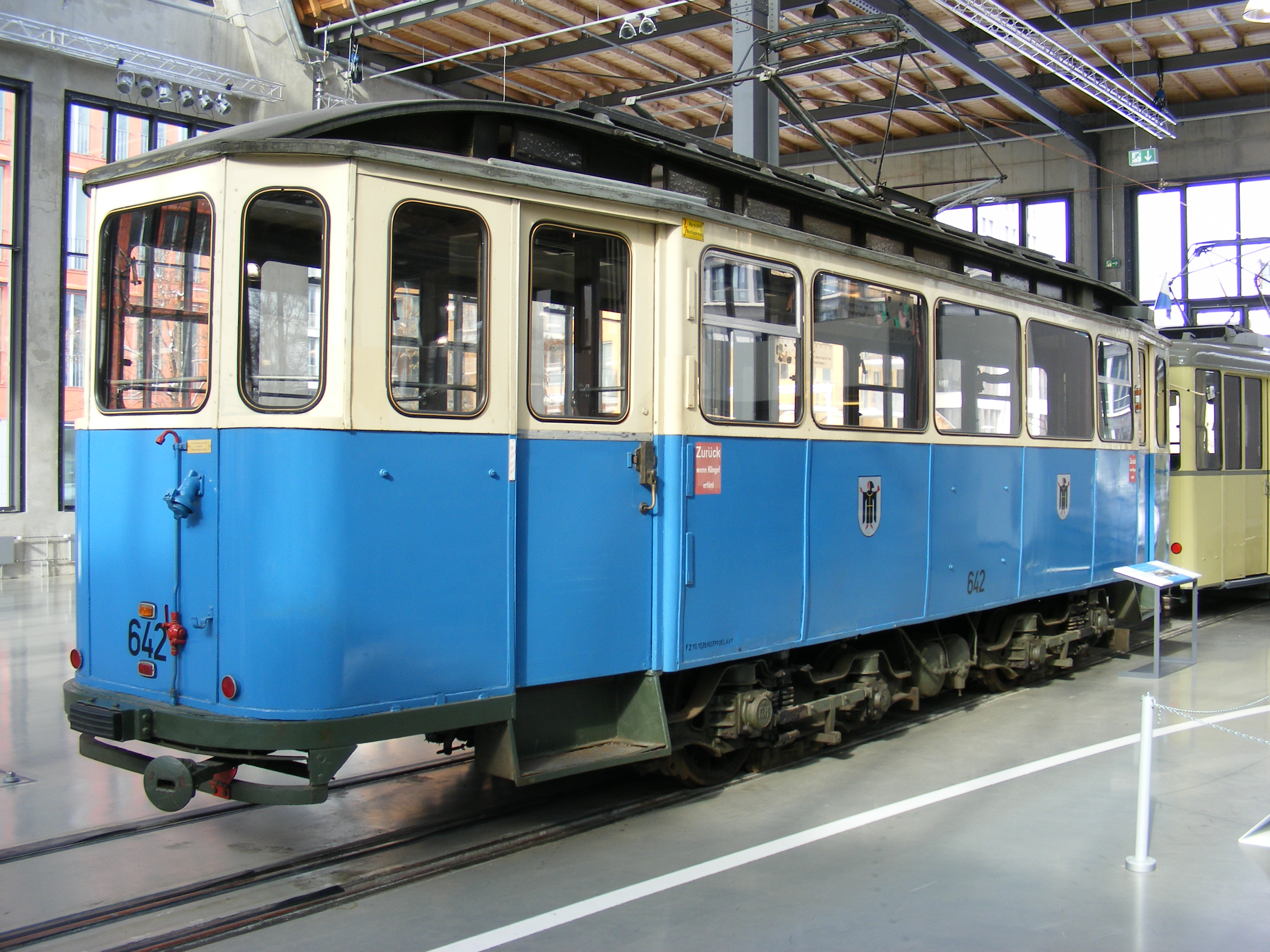
Heckansicht des F 2.10 im Verkehrszentrum

Der Prototyp der Unterbaureihe F 1.8 war wie die Serienfahrzeuge der Baureihe F 2.10 10.600 Millimeter lang. Auf dem Dach war ein Stangenstromabnehmer angebracht. Die beiden Maximum-Drehgestelle wurden bei der Maschinenfabrik Augsburg-Nürnberg (MAN) gefertigt. Die elektrische Ausstattung kam hauptsächlich von den Siemens-Schuckertwerken. Das Fahrzeug besaß zwei Fahrmotoren mit einer Leistung von 88 Kilowatt. Durch den Einbau bessere Motoren erhöhte die Städtische Straßenbahn München die Listung auf 104 Kilowatt. Alle Fahrzeuge der Baureihe F sind wie ihre Vorgänger weiß-blau lackiert. Die F-Wagen verfügten über fünf Seitenfenster. Im Innenraum waren hölzerne, quer zur Fahrtrichtung ausgerichtete Bänke vorhanden, auf denen insgesamt 26 Personen Platz fanden. Zusätzlich gab es 27 Stehplätze. Durch Umbau des Fahrzeugs im Jahr 1945 wurde die Sitzplatzanzahl auf 24 verringert, um mehr Stehplätze, deren Anzahl nun 48 betrug, zu erhalten. Nach einem weiteren Umbau im Jahr 1955 waren 28 Sitzplätze und 46 Stehplätze vorhanden. Die Serienfahrzeuge unterschieden sich fast nur im technischen Bereich. Die Maximum-Drehgestelle wurden im Gegensatz zum Prototyp direkt beim Hersteller Hawa gebaut. Die elektronische Ausstattung stammt hauptsächlich von den Bergmann Electricitäts-Werke. Im Gegensatz zum Prototyp wurden in den Serientriebwagen zwei schwächere Motoren mit insgesamt 80 Kilowatt Leistung eingebaut.

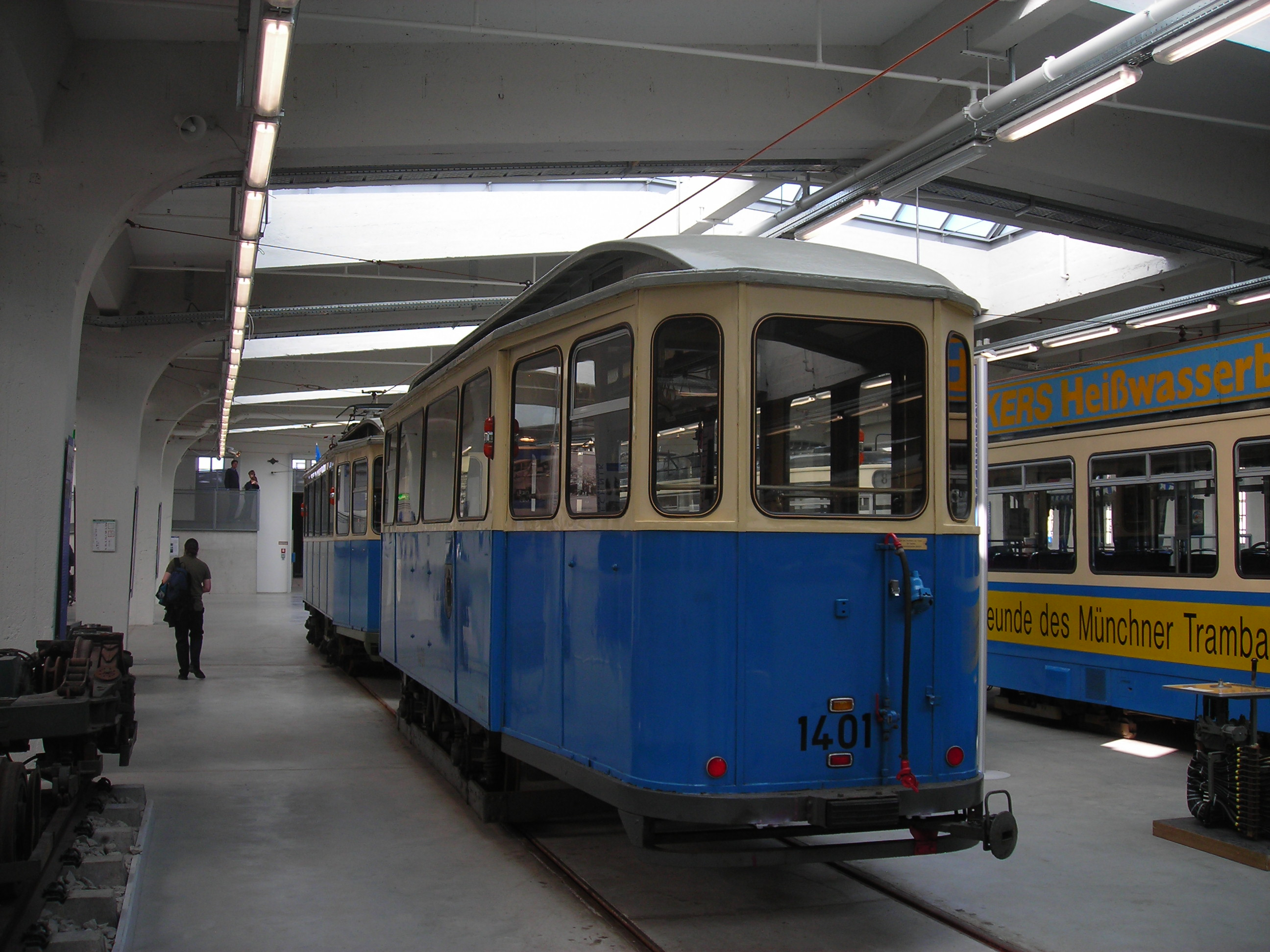
Beiwagen f 2.54 im MVG-Museum

Die 40 bei Hawa gefertigten Beiwagen der Baureihe f 1.54 und die 60 bei Rathgeber gebauten Beiwagen der Baureihe f 2.54 waren 9.160 Millimeter lang. Wie die Triebwagen waren die Beiwagen ebenfalls weiß-blau lackiert. Im Gegensatz von den Triebwagen waren bei den Beiwagen nur vier Seitenfenster vorhanden. Im Innenraum gab es quer zur Fahrtrichtung ausgerichtete, hölzerne Sitzbänke, auf denen 20 Sitzplätze waren. Zusätzlich waren 31 Stehplätze vorhanden. Durch Ausbau einiger Sitzbänke am Anfang des Zweiten Weltkrieges konnte eine höhere Kapazität erreicht werden. Es gab nun 12 Sitzplätze und 74 Stehplätze. 1950 baute man wenige Sitzbänke wieder ein, sodass wieder 16 Sitz- und 66 Stehplätze zur Verfügung standen. Die Beiwagen wurden mit den Triebwagen über Schraubkupplungen miteinander verbunden, dadurch war auch der Einsatz der Triebwagen mit anderen Beiwagen der Baureihen e, d bzw. c, b, a und z möglich.